# Setmana Catalana de 1978
La Setmana Catalana de 1978, va ser la 16a edició de la Setmana Catalana de Ciclisme. Es disputà en 7 etapes del 27 al 31 de març de 1978. El vencedor final fou l'espanyol Enrique Cima de l'equip Kas-Campagnolo per davant de Miguel María Lasa i Pere Vilardebó.
Les principals figures estrangeres del ciclisme no van venir a la "Setmana", ja que es van concentrar en la Volta a Bèlgica. Els pocs que van arribar no van competir per la general. Cal destacar l'aparició d'un jovenet Sean Kelly.
Enrique Cima va aconseguir la victòria final gràcies al triomf de la crono a la muntanya de Montjuïc.

## Etapes
| Etapa  | Data       | Ciutats d'etapa                              | km    | Vencedor de l'etapa     | Líder de la general     |
| ------ | ---------- | -------------------------------------------- | ----- | ----------------------- | ----------------------- |
| Pròleg | 27 de març | Martorell – Martorell (CRE)                  | 6,0   | Flandria-Velda (BEL)    | Sean Kelly (IRL)        |
| 1a     | 27 de març | Martorell – Cunit                            | 153,0 | Sean Kelly (IRL)        | Sean Kelly (IRL)        |
| 2a     | 28 de març | Cunit – Reus                                 | 167,0 | Miguel María Lasa (ESP) | René Bittinger (FRA)    |
| 3a     | 29 de març | Valls – Sant Miquel d'Engolasters ( Andorra) | 200,0 | Gonzalo Aja (ESP)       | Miguel María Lasa (ESP) |
| 4a A   | 30 de març | Organyà - Esparraguera                       | 133,0 | José Luis Viejo (ESP)   | Miguel María Lasa (ESP) |
| 4a B   | 30 de març | Circuit de Montjuïc (CRI)                    | 10,0  | Enrique Cima (ESP)      | Enrique Cima (ESP)      |
| 5a     | 31 de març | Esparraguera – Santa Eulàlia de Ronçana      | 170,0 | Daniele Tinchella (ITA) | Enrique Cima (ESP)      |

### Pròleg[1]
27-03-1978: Martorell – Martorell (CRE), 9,0 km.:
|   | Equip                | Temps          |
| - | -------------------- | -------------- |
| 1 | Flandria-Velda (BEL) | 49' 20" (suma) |
| 2 | Teka (ESP)           | + 8"           |
| 3 | Kas-Campagnolo (ESP) | + 24"          |

### 1a etapa[1]
27-03-1978: Martorell – Cunit, 153,0 km.
|   | Ciclista                  | Equip           | Temps      |
| - | ------------------------- | --------------- | ---------- |
| 1 | Sean Kelly (IRL)          | Flandria-Velda  | 3h 43' 24" |
| 2 | Gerrie van Gerwen (NED)   | Jet Stars Jeans | m. t.      |
| 3 | José Luis Enfedaque (ESP) | Novostil-Helios | m. t.      |

### 2a etapa[1]
28-03-1978: Cunit – Reus, 167,0 km.:
|   | Ciclista                | Equip           | Temps      |
| - | ----------------------- | --------------- | ---------- |
| 1 | Miguel María Lasa (ESP) | Teka            | 4h 33' 41" |
| 2 | Enrique Cima (ESP)      | Kas-Campagnolo  | m. t.      |
| 3 | Jan Krekels (NED)       | Jet Stars Jeans | m. t.      |

### 3a etapa[2]
29-03-1978: Valls – Sant Miquel d'Engolasters, 200,0 km.:
|   | Ciclista                | Equip           | Temps      |
| - | ----------------------- | --------------- | ---------- |
| 1 | Gonzalo Aja (ESP)       | Novostil-Helios | 5h 47' 05" |
| 2 | Enrique Cima (ESP)      | Kas-Campagnolo  | + 8"       |
| 3 | Miguel María Lasa (ESP) | Teka            | m. t.      |

### 4a etapa A[3]
30-03-1978: Organyà - Esparraguera, 133,0 km.:
|   | Ciclista                | Equip          | Temps      |
| - | ----------------------- | -------------- | ---------- |
| 1 | José Luis Viejo (ESP)   | Kas-Campagnolo | 3h 36' 30" |
| 2 | Miguel María Lasa (ESP) | Teka           | m. t.      |
| 3 | Sean Kelly (IRL)        | Flandria-Velda | m. t.      |

### 4a etapa B[3]
30-03-1978: Circuit de Montjuïc (CRI), 10,0 km.:
|   | Ciclista               | Equip          | Temps   |
| - | ---------------------- | -------------- | ------- |
| 1 | Enrique Cima (ESP)     | Kas-Campagnolo | 14' 49" |
| 2 | Joan Pujol Pagès (ESP) | Kas-Campagnolo | + 21"   |
| 3 | Pere Vilardebó (ESP)   | Teka           | + 28"   |

### 5a etapa[4]
31-03-1978: Esparraguera – Santa Eulàlia de Ronçana, 170,0 km.:
|   | Ciclista                | Equip              | Temps      |
| - | ----------------------- | ------------------ | ---------- |
| 1 | Daniele Tinchella (ITA) | Transmallorca-Gios | 4h 20' 10" |
| 2 | Miguel María Lasa (ESP) | Teka               | m. t.      |
| 3 | Sean Kelly (IRL)        | Flandria-Velda     | m. t.      |

## Classificació General
|    | Ciclista                       | Equip           | Punts       |
| -- | ------------------------------ | --------------- | ----------- |
| 1  | Enrique Cima (ESP)             | Kas-Campagnolo  | 22h 15' 41" |
| 2  | Miguel María Lasa (ESP)        | Teka            | + 28"       |
| 3  | Pere Vilardebó (ESP)           | Teka            | + 34"       |
| 4  | Gonzalo Aja (ESP)              | Novostil-Helios | + 41"       |
| 5  | Manuel Esparza (ESP)           | Teka            | + 54"       |
| 6  | Joan Pujol Pagès (ESP)         | Kas-Campagnolo  | + 1' 04"    |
| 7  | Pedro Torres (ESP)             | Teka            | + 1' 10"    |
| 8  | Alberto Fernández Blanco (ESP) | Novostil-Helios | + 1' 31"    |
| 9  | Hans Langerijs (NED)           | Jet Stars Jeans | + 1' 36"    |
| 10 | José Luis Viejo (ESP)          | Kas-Campagnolo  | + 1' 39"    |